# Top-16 Europa
El Top-16 Europa, competición anteriormente conocida como Top-12 Europa (según el número de jugadores participantes en cada caso) es un torneo de tenis de mesa organizado por la Unión Europea de Tenis de Mesa (ETTU) en la que compiten anualmente los mejores jugadores de Europa.

## Historia y sistema de juego
Desde su primera edición en 1971 y hasta 1989, los 12 jugadores jugaban todos contra todos, siendo campeón aquel que acumulaba más victorias. Desde 1990 hubo un cambio de formato, pues los 12 jugadores se dividían en dos grupos que jugaban todos contra todos, clasificando para semifinales los dos primeros de cada grupo, seguido de la final. En 2001 los 12 jugadores se dividieron en cuatro grupos de 3 jugadores, clasificando para semifinales los campeones de cada grupo, seguido de la final. Y desde 2002 se decidió que los dos primeros de cada uno de los cuatro grupos de 3 jugadores clasificasen a cuartos de final, seguido de semifinal y final.
Desde 2015 el número de jugadores en el torneo aumenta a 16, por lo que se cambia el nombre a la competición, pero se mantiene el procedimiento de calificación. Los jugadores se dividen en cuatro grupos, clasificando a cuartos de final los dos primeros de cada grupo, seguido de semifinal y final.
Los 16 participantes se seleccionan de la siguiente forma: 
- El campeón vigente del campeonato de Europa de tenis de mesa.
- 14 jugadores seleccionados en función de su clasificación en el ranking europeo del momento, con un máximo de 4 jugadores por asociación.
- El jugador con mejor ranking de la asociación del país que organiza el torneo. En el caso de que este jugador ya estuviera entre los 15 seleccionados de acuerdo a los criterios anterior, se seleccionará al siguiente con mejor ranking.

El jugador sueco Jan-Ove Waldner y el alemán Timo Boll son los que más veces han ganado este torneo en su modalidad masculina, con un total de 7 triunfos. Jan-Ove Waldner, además, alcanzó la final en otras 4 ocasiones, todo ello entre 1984 y 1996. Los éxitos de Timo Boll se extienden desde 2002 hasta 2020. Beatrix Kisházi de Hungría y Li Jiao de Holanda comparten el récord de triunfos en la modalidad femenina, con 4 triunfos cada una. Beatrix Kisházi ganó el torneo en sus tres primeras ediciones (entre 1981 y 1973) y lo volvió a conquistar en 1977, en tanto que Li Jiao ganó sus 4 títulos entre 2007 y 2011.

## Resultados

### Competición masculina
| Año  | Ciudad           | Oro                  | Plata              | Bronce               |
| ---- | ---------------- | -------------------- | ------------------ | -------------------- |
| 1971 | Zadar            | István Jónyer        | Antun Stipančić    | Dragutin Šurbek      |
| 1972 | Zagreb           | Antun Stipančić      | Stellan Bengtsson  | Dragutin Šurbek      |
| 1973 | Böblingen        | Stellan Bengtsson    | Dragutin Šurbek    | Antun Stipančić      |
| 1974 | Trollhättan      | István Jónyer        | Milan Orlowski     | Stellan Bengtsson    |
| 1975 | Viena            | Kjell Johansson      | Antun Stipančić    | István Jónyer        |
| 1976 | Lübeck           | Dragutin Šurbek      | Kjell Johansson    | Sarkis Sarkhoyan     |
| 1977 | Sarajevo         | Milan Orlowski       | Dragutin Šurbek    | Jacques Secrétin     |
| 1978 | Praga            | Gábor Gergely        | Milan Orlowski     | Stellan Bengtsson    |
| 1979 | Kristianstad     | Dragutin Šurbek      | Desmond Douglas    | Jacques Secrétin     |
| 1980 | Munich           | Stellan Bengtsson    | Ulf Thorsell       | Jacques Secrétin     |
| 1981 | Miskolc          | Tibor Klampár        | Stellan Bengtsson  | Dragutin Šurbek      |
| 1982 | Nantes           | Mikael Appelgren     | Milan Orlowski     | Desmond Douglas      |
| 1983 | Cleveland        | Milan Orlowski       | Desmond Douglas    | Mikael Appelgren     |
| 1984 | Bratislava       | Jan-Ove Waldner      | Jindřich Panský    | Mikael Appelgren     |
| 1985 | Barcelona        | Andrzej Grubba       | Jindřich Panský    | Mikael Appelgren     |
| 1986 | Södertälje       | Jan-Ove Waldner      | Desmond Douglas    | Erik Lindh           |
| 1987 | Basilea          | Desmond Douglas      | Jan-Ove Waldner    | Jörgen Persson       |
| 1988 | Ljubljana        | Jan-Ove Waldner      | Jörgen Persson     | Andrzej Grubba       |
| 1989 | Charleroi        | Jan-Ove Waldner      | Erik Lindh         | Jörgen Persson       |
| 1990 | Hannover         | Mikael Appelgren     | Jan-Ove Waldner    | Andrzej Grubba       |
| 1991 | 's-Hertogenbosch | Erik Lindh           | Jan-Ove Waldner    | Jörgen Persson       |
| 1992 | Viena            | Jörgen Persson       | Jörg Roßkopf       | Zoran Primorac       |
| 1993 | Copenhague       | Jan-Ove Waldner      | Peter Karlsson     | Jörg Roßkopf         |
| 1993 | Copenhague       | Jan-Ove Waldner      | Peter Karlsson     | Jean-Michel Saive    |
| 1994 | Arezzo           | Jean-Michel Saive    | Jan-Ove Waldner    | Peter Karlsson       |
| 1994 | Arezzo           | Jean-Michel Saive    | Jan-Ove Waldner    | Zoran Primorac       |
| 1995 | Dijon            | Jan-Ove Waldner      | Erik Lindh         | Jean-Philippe Gatien |
| 1995 | Dijon            | Jan-Ove Waldner      | Erik Lindh         | Jean-Michel Saive    |
| 1996 | Charleroi        | Jan-Ove Waldner      | Jean-Michel Saive  | Jean-Philippe Gatien |
| 1996 | Charleroi        | Jan-Ove Waldner      | Jean-Michel Saive  | Yang Min             |
| 1997 | Eindhoven        | Jean-Philippe Gatien | Vladimir Samsonov  | Zoran Primorac       |
| 1997 | Eindhoven        | Jean-Philippe Gatien | Vladimir Samsonov  | Jan-Ove Waldner      |
| 1998 | Halmstad         | Vladimir Samsonov    | Peter Karlsson     | Jean-Michel Saive    |
| 1998 | Halmstad         | Vladimir Samsonov    | Peter Karlsson     | Jan-Ove Waldner      |
| 1999 | Split            | Vladimir Samsonov    | Christophe Legoût  | Jean-Philippe Gatien |
| 1999 | Split            | Vladimir Samsonov    | Christophe Legoût  | Kalinikos Kreanga    |
| 2000 | Alassio          | Werner Schlager      | Yang Min           | Jean-Philippe Gatien |
| 2000 | Alassio          | Werner Schlager      | Yang Min           | Jörg Roßkopf         |
| 2001 | Wels             | Vladimir Samsonov    | Peter Karlsson     | Petr Korbel          |
| 2001 | Wels             | Vladimir Samsonov    | Peter Karlsson     | Jean-Michel Saive    |
| 2002 | Róterdam         | Timo Boll            | Vladimir Samsonov  | Patrick Chila        |
| 2002 | Róterdam         | Timo Boll            | Vladimir Samsonov  | Damien Éloi          |
| 2003 | Saarbrücken      | Timo Boll            | Vladimir Samsonov  | Michael Maze         |
| 2003 | Saarbrücken      | Timo Boll            | Vladimir Samsonov  | Werner Schlager      |
| 2004 | Frankfurt        | Michael Maze         | Werner Schlager    | Petr Korbel          |
| 2004 | Frankfurt        | Michael Maze         | Werner Schlager    | Alexey Smirnov       |
| 2005 | Rennes           | Alexey Smirnov       | Vladimir Samsonov  | Timo Boll            |
| 2005 | Rennes           | Alexey Smirnov       | Vladimir Samsonov  | Damien Éloi          |
| 2006 | Copenhague       | Timo Boll            | Werner Schlager    | Michael Maze         |
| 2006 | Copenhague       | Timo Boll            | Werner Schlager    | Zoran Primorac       |
| 2007 | Arezzo           | Vladimir Samsonov    | Kalinikos Kreanga  | Zoran Primorac       |
| 2007 | Arezzo           | Vladimir Samsonov    | Kalinikos Kreanga  | Alexey Smirnov       |
| 2008 | Frankfurt        | Werner Schlager      | Vladimir Samsonov  | Jean-Michel Saive    |
| 2008 | Frankfurt        | Werner Schlager      | Vladimir Samsonov  | Alexey Smirnov       |
| 2009 | Düsseldorf       | Timo Boll            | Vladimir Samsonov  | Kalinikos Kreanga    |
| 2009 | Düsseldorf       | Timo Boll            | Vladimir Samsonov  | Michael Maze         |
| 2010 | Düsseldorf       | Timo Boll            | Vladimir Samsonov  | Chen Weixing         |
| 2010 | Düsseldorf       | Timo Boll            | Vladimir Samsonov  | Kalinikos Kreanga    |
| 2011 | Lieja            | Kalinikos Kreanga    | Vladimir Samsonov  | Werner Schlager      |
| 2011 | Lieja            | Kalinikos Kreanga    | Vladimir Samsonov  | Alexey Smirnov       |
| 2012 | Lyon             | Dimitrij Ovtcharov   | Kirill Skachkov    | Chen Weixing         |
| 2012 | Lyon             | Dimitrij Ovtcharov   | Kirill Skachkov    | Vladimir Samsonov    |
| 2014 | Lausana          | Marcos Freitas       | Michael Maze       | Dimitrij Ovtcharov   |
| 2015 | Bakú             | Dimitrij Ovtcharov   | Marcos Freitas     | Panagiotis Gionis    |
| 2016 | Gondomar         | Dimitrij Ovtcharov   | João Monteiro      | Alexander Shibaev    |
| 2017 | Antibes          | Dimitrij Ovtcharov   | Alexander Shibaev  | Simon Gauzy          |
| 2018 | Montreux         | Timo Boll            | Dimitrij Ovtcharov | Jonathan Groth       |
| 2019 | Montreux         | Dimitrij Ovtcharov   | Vladimir Samsonov  | Timo Boll            |
| 2020 | Montreux         | Timo Boll            | Darko Jorgic       | Robert Gardos        |

### Competición femenina
| Año  | Ciudad           | Oro                  | Plata                  | Bronce                 |
| ---- | ---------------- | -------------------- | ---------------------- | ---------------------- |
| 1971 | Zadar            | Beatrix Kisházi      | Ilona Voštová          | Alice Grofová          |
| 1972 | Zagreb           | Beatrix Kisházi      | Maria Alexandru        | Zoja Rudnova           |
| 1973 | Böblingen        | Beatrix Kisházi      | Judit Magos            | Ilona Voštová          |
| 1974 | Trollhättan      | Zoja Rudnova         | Maria Alexandru        | Judit Magos            |
| 1975 | Viena            | Ann-Christin Hellman | Wiebke Hendriksen      | Henriette Lotaller     |
| 1976 | Lübeck           | Ann-Christin Hellman | Ilona Uhlíková-Voštová | Eržebet Palatinuš      |
| 1977 | Sarajevo         | Beatrix Kisházi      | Jill Hammersley        | Ilona Uhlíková-Voštová |
| 1978 | Praga            | Jill Hammersley      | Bettine Vriesekoop     | Valentina Popova       |
| 1979 | Kristianstad     | Gabriella Szabó      | Maria Alexandru        | Eržebet Palatinuš      |
| 1980 | Munich           | Jill Hammersley      | Bettine Vriesekoop     | Gabriella Szabó        |
| 1981 | Miskolc          | Jill Hammersley      | Bettine Vriesekoop     | Valentina Popova       |
| 1982 | Nantes           | Bettine Vriesekoop   | Jill Hammersley        | Marie Hrachová         |
| 1983 | Cleveland        | Olga Nemeș           | Fliura Bulatova        | Bettine Vriesekoop     |
| 1984 | Bratislava       | Marie Hrachová       | Bettine Vriesekoop     | Valentina Popova       |
| 1985 | Barcelona        | Bettine Vriesekoop   | Zsuzsa Oláh            | Marie Hrachová         |
| 1986 | Södertälje       | Fliura Bulatova      | Olga Nemeș             | Daniela Guergeltcheva  |
| 1987 | Basilea          | Csilla Bátorfi       | Edit Urban             | Fliura Bulatova        |
| 1988 | Ljubljana        | Fliura Bulatova      | Bettine Vriesekoop     | Olga Nemeș             |
| 1989 | Charleroi        | Olga Nemeș           | Csilla Bátorfi         | Daniela Guergeltcheva  |
| 1990 | Hannover         | Gabriella Wirth      | Olga Nemeș             | Xiaoming Wang-Dréchou  |
| 1991 | 's-Hertogenbosch | Mirjam Hooman        | Gabriella Wirth        | Bettine Vriesekoop     |
| 1992 | Viena            | Csilla Bátorfi       | Marie Svensson         | Otilia Bădescu         |
| 1993 | Copenhague       | Emilia Ciosu         | Olga Nemeș             | Otilia Bădescu         |
| 1993 | Copenhague       | Emilia Ciosu         | Olga Nemeș             | Åsa Svensson           |
| 1994 | Arezzo           | Jie Schöpp           | Otilia Bădescu         | Mirjam Hooman          |
| 1994 | Arezzo           | Jie Schöpp           | Otilia Bădescu         | Nicole Struse          |
| 1995 | Dijon            | Otilia Bădescu       | Emilia Ciosu           | Jie Schöpp             |
| 1995 | Dijon            | Otilia Bădescu       | Emilia Ciosu           | Nicole Struse          |
| 1996 | Charleroi        | Ni Xialian           | Csilla Bátorfi         | Nicole Struse          |
| 1996 | Charleroi        | Ni Xialian           | Csilla Bátorfi         | Bettine Vriesekoop     |
| 1997 | Eindhoven        | Ni Xialian           | Jie Schöpp             | Otilia Bădescu         |
| 1997 | Eindhoven        | Ni Xialian           | Jie Schöpp             | Olga Nemeș             |
| 1998 | Halmstad         | Ni Xialian           | Nicole Struse          | Csilla Bátorfi         |
| 1998 | Halmstad         | Ni Xialian           | Nicole Struse          | Marie Svensson         |
| 1999 | Split            | Qianhong Gotsch      | Jing Tian-Zörner       | Tamara Boroš           |
| 1999 | Split            | Qianhong Gotsch      | Jing Tian-Zörner       | Ni Xialian             |
| 2000 | Alassio          | Qianhong Gotsch      | Mihaela Steff          | Ni Xialian             |
| 2000 | Alassio          | Qianhong Gotsch      | Mihaela Steff          | Jie Schöpp             |
| 2001 | Wels             | Csilla Bátorfi       | Ni Xialian             | Otilia Bădescu         |
| 2001 | Wels             | Csilla Bátorfi       | Ni Xialian             | Tamara Boroš           |
| 2002 | Róterdam         | Tamara Boroš         | Nicole Struse          | Ni Xialian             |
| 2002 | Róterdam         | Tamara Boroš         | Nicole Struse          | Viktoria Pavlovich     |
| 2003 | Saarbrücken      | Jie Schöpp           | Tamara Boroš           | Galina Melnik          |
| 2003 | Saarbrücken      | Jie Schöpp           | Tamara Boroš           | Krisztina Tóth         |
| 2004 | Frankfurt        | Nicole Struse        | Jie Schöpp             | Tamara Boroš           |
| 2004 | Frankfurt        | Nicole Struse        | Jie Schöpp             | Liu Jia                |
| 2005 | Rennes           | Liu Jia              | Krisztina Tóth         | Li Jiao                |
| 2005 | Rennes           | Liu Jia              | Krisztina Tóth         | Mihaela Steff          |
| 2006 | Copenhague       | Tamara Boroš         | Liu Jia                | Li Jiao                |
| 2006 | Copenhague       | Tamara Boroš         | Liu Jia                | Mihaela Steff          |
| 2007 | Arezzo           | Li Jiao              | Nikoleta Stefanova     | Liu Jia                |
| 2007 | Arezzo           | Li Jiao              | Nikoleta Stefanova     | Mihaela Steff          |
| 2008 | Frankfurt        | Li Jiao              | Li Qian                | Viktoria Pavlovich     |
| 2008 | Frankfurt        | Li Jiao              | Li Qian                | Wu Jiaduo              |
| 2009 | Düsseldorf       | Li Qian              | Li Jie                 | Liu Jia                |
| 2009 | Düsseldorf       | Li Qian              | Li Jie                 | Wu Jiaduo              |
| 2010 | Düsseldorf       | Li Jiao              | Li Qian                | Li Jie                 |
| 2010 | Düsseldorf       | Li Jiao              | Li Qian                | Krisztina Tóth         |
| 2011 | Liège            | Li Jiao              | Viktoria Pavlovich     | Melek Hu               |
| 2011 | Liège            | Li Jiao              | Viktoria Pavlovich     | Li Jie                 |
| 2012 | Lyon             | Wu Jiaduo            | Li Jie                 | Ni Xialian             |
| 2012 | Lyon             | Wu Jiaduo            | Li Jie                 | Viktoria Pavlovich     |
| 2014 | Lausana          | Liu Jia              | Viktoria Pavlovich     | Li Jiao                |
| 2015 | Bakú             | Liu Jia              | Petrissa Solja         | Irene Ivancan          |
| 2016 | Gondomar         | Shen Yanfei          | Melek Hu               | Liu Jia                |
| 2017 | Antibes          | Li Jie               | Petrissa Solja         | Sabine Winter          |
| 2018 | Montreux         | Bernadette Szőcs     | Li Jie                 | Elizabeta Samara       |
| 2019 | Montreux         | Petrissa Solja       | Bernadette Szõcs       | Sofia Polcanova        |
| 2020 | Montreux         | Petrissa Solja       | Britt Eerland          | Sofia Polcanova        |

## Medallero

### Relación de jugadores que han ganado el torneo en dos o más ocasiones
| Jugador            | Total | Años                                     |
| ------------------ | ----- | ---------------------------------------- |
| Jan-Ove Waldner    | 7     | 1984, 1986, 1988, 1989, 1993, 1995, 1996 |
| Timo Boll          | 7     | 2002, 2003, 2006, 2009, 2010, 2018, 2020 |
| Dimitrij Ovtcharov | 5     | 2012, 2015, 2016, 2017, 2019             |
| Vladimir Samsonov  | 4     | 1998, 1999, 2001, 2007                   |
| István Jónyer      | 2     | 1971, 1974                               |
| Stellan Bengtsson  | 2     | 1973, 1980                               |
| Dragutin Šurbek    | 2     | 1976, 1979                               |
| Milan Orlowski     | 2     | 1977, 1983                               |
| Mikael Appelgren   | 2     | 1982, 1990                               |
| Werner Schlager    | 2     | 2000, 2008                               |

| Jugador              | Total | Años                   |
| -------------------- | ----- | ---------------------- |
| Beatrix Kisházi      | 4     | 1971, 1972, 1973, 1977 |
| Li Jiao              | 4     | 2007, 2008, 2010, 2011 |
| Jill Hammersley      | 3     | 1978, 1980, 1981       |
| Csilla Bátorfi       | 3     | 1987, 1992, 2001       |
| Ni Xialian           | 3     | 1996, 1997, 1998       |
| Liu Jia              | 3     | 2005, 2014, 2015       |
| Ann-Christin Hellman | 2     | 1975, 1976             |
| Bettine Vriesekoop   | 2     | 1982, 1985             |
| / Olga Nemeș         | 2     | 1983, 1989             |
| Fliura Bulatova      | 2     | 1986, 1988             |
| Jie Schöpp           | 2     | 1994, 2003             |
| Qianhong Gotsch      | 2     | 1999, 2000             |
| Tamara Boroš         | 2     | 2002, 2006             |

### Medallero general por naciones (~ - 2020)
| Puesto | Nación                          | Oro | Plata | Bronce | Total |
| ------ | ------------------------------- | --- | ----- | ------ | ----- |
| 1      | Alemania                        | 21  | 13    | 16     | 50    |
| 2      | Suecia                          | 16  | 15    | 14     | 45    |
| 3      | Hungría                         | 13  | 7     | 7      | 27    |
| 4      | Países Bajos                    | 8   | 9     | 9      | 26    |
| 5      | Austria                         | 5   | 3     | 11     | 19    |
| 6      | Bielorrusia                     | 4   | 11    | 4      | 19    |
| 7      | Rumania                         | 4   | 7     | 8      | 19    |
| 8      | Inglaterra                      | 4   | 5     | 1      | 10    |
| 9      | Unión Soviética / Rusia         | 4   | 3     | 12     | 19    |
| 10     | Checoslovaquia / Czech Republic | 3   | 7     | 7      | 17    |
| 11     | Yugoslavia                      | 3   | 4     | 6      | 13    |
| 12     | Luxemburgo                      | 3   | 1     | 4      | 8     |
| 13     | Polonia                         | 2   | 2     | 2      | 6     |
| 14     | Croacia                         | 2   | 1     | 8      | 11    |
| 15     | Portugal                        | 1   | 2     | 0      | 3     |
| 16     | Francia                         | 1   | 1     | 12     | 14    |
| 17     | Bélgica                         | 1   | 1     | 5      | 7     |
| 18=    | Dinamarca                       | 1   | 1     | 4      | 6     |
| 18=    | Grecia                          | 1   | 1     | 4      | 6     |
| 20     | España                          | 1   | 0     | 0      | 1     |
| 21     | Italia                          | 0   | 2     | 1      | 3     |
| 22     | Turquía                         | 0   | 1     | 1      | 2     |
| 23     | Eslovenia                       | 0   | 1     | 0      | 1     |
| 24     | Bulgaria                        | 0   | 0     | 2      | 2     |
| Total  | Total                           | 98  | 98    | 140    | 336   |